# Mesone

Il decadimento di un kaone (K^{+}) in tre pioni (2 π^{+}, 1 π⁻) è un processo che coinvolge sia le interazioni deboli che quelle forti.
Le interazioni deboli : l'antiquark strange (s) del kaone trasmuta in un antiquark up (u) tramite l'emissione di un bosone W^{+}, il quale decade consequenzialmente in un antiquark down (d) e un quark up (u).
Le interazioni forti : un quark up (u) emette un gluone (g) che decade in un quark down (d) e un antiquark down (d).

In fisica delle particelle, i mesoni sono un gruppo di particelle subatomiche composte da un numero pari di quark e antiquark (solitamente una coppia) legati dalla forza forte.
Sono particelle instabili e decadono tipicamente in fotoni o in leptoni. I quark e gli antiquark costituenti possono essere omogenei o di tipo diverso (ad es. cc o ud).
Il primo mesone venne teorizzato nel 1935 da Hideki Yukawa come mediatore dell'interazione forte fra nucleoni e fu poi identificato sperimentalmente nel 1947 nei raggi cosmici (mesone Pi). Da allora numerosi mesoni sono stati osservati sperimentalmente, in particolare in esperimenti con acceleratori di particelle, e/o teorizzati come mediatori di processi di interazione forte.
Il termine mesone nacque storicamente per indicare particelle con massa intermedia fra l'elettrone e il protone.

## Origine del nome

La combinazione dei mesoni pseudoscalari (con spin=0) in disposizione a nonetto.

La combinazione dei mesoni vettori (spin=1) in disposizione a nonetto.

Il nome mesone deriva dal greco μέσον (méson), che vuol dire medio, intermedio, con riferimento alla loro massa, che è intermedia tra quella dei barioni (maggiore) e quella dei leptoni (minore). Inizialmente il fisico Yukawa, premio Nobel che per primo condusse studi approfonditi sull'argomento, scelse il nome «mesotrone», in rima con quello del neutrone o dell'elettrone, ma Heisenberg corresse poi in «mesone», facendo notare che nel termine greco (méson)  quel "tr" non c'è. Il nome neutrone, infatti, deriva dal latino (neuter o neutralis) e in greco non c'è un nome somigliante con quel significato ("neutro" in greco è οὐδέτερος, udéteros). Il termine "mesotrone", che alcuni inizialmente adottarono, è ormai del tutto obsoleto.

## Caratteristiche

La combinazione dei mesoni pseudoscalari (con spin=0) in disposizione a nonetto.

La combinazione dei mesoni vettori (spin=1) in disposizione a nonetto.

I mesoni fanno parte della famiglia degli adroni e avendo spin intero sono bosoni. I mesoni più leggeri agiscono a livello effettivo come mediatori della forza forte fra i nucleoni a brevi distanze e più in generale svolgono un ruolo nei processi di interazione forte. Poiché sono composti da quark, interagiscono con altre particelle sia tramite la forza debole che quella forte. I mesoni che hanno una carica elettrica netta partecipano anche all'interazione elettromagnetica a grandi distanze.
I mesoni sono classificati secondo il loro contenuto in quark, il momento angolare totale, la parità e la coniugazione di carica. In base al contenuto di quark e alla simmetria di sapore, i mesoni sono divisi in multipletti di masse quasi degeneri. Ad esempio i tre pioni con carica elettrica positiva, negativa e neutra individuano un tripletto di isospin in cui le masse differiscono solo di circa il 3%.
Mentre nessun mesone risulta stabile, quelli di massa inferiore hanno comunque una vita media più lunga che li rende più facili da osservare nei raggi cosmici e da studiare negli acceleratori di particelle. Alcuni mesoni hanno una massa molto inferiore ai barioni, l'altro grande gruppo di adroni, e per questo motivo sono prodotti in grandi quantità nelle collisioni ad alta energia fra i nucleoni impiegate negli esperimenti moderni. Per esempio, il quark charm per la prima volta fu osservato nel mesone J/Psi (J/ψ) nel 1974, e il quark bottom nel mesone upsilon (ϒ) nel 1977.
Non tutti i mesoni hanno una corrispondente antiparticella (antimesone), dove i quark sono sostituiti dai loro corrispondenti antiquark e viceversa. Ad esempio, un pione positivo (π+) è costituito da un quark up e un antiquark down; e la sua antiparticella corrispondente, il pione negativo (π⁻), è costituita da un antiquark up e un quark down. Il pione neutro π0 è invece costituito da una miscela simmetrica di quark ed antiquark, sicché l'antiparticella del π0 è il π0 stesso.

## Lista dei mesoni
Le tabelle elencano tutti i mesoni pseudoscalari (JP = 0−) e vettori (JP = 1−), sia osservati che solo previsti a livello teorico.
I simboli riportati sono: I (isospin), J (operatore momento angolare totale), P (parità), C (parità C), G (parità G), u (quark up), d (quark down), s (quark strange), c (quark charm), b (quark bottom), Q (carica), B (numero barionico), S (stranezza), C (charmness), e B′ (bottomness), oltre a numerose particelle subatomiche.
Per le antiparticelle corrispondenti è sufficiente modificare i quark in antiquark, mutando i segni di Q, B, S, C, e B′. Le particelle con il simbolo † accanto al nome sono state previste dal modello standard ma non sono ancora state osservate. I valori contrassegnati in rosso non sono stati fermamente stabiliti tramite esperimenti, ma sono previsti dal modello a quark e sono coerenti con le misure.

### Mesoni pseudoscalari
| Nome della particella | Simbolo della particella | Simbolo dell' antiparticella | Quark contenuti                                                                         | Massa a riposo (MeV/c2) | IG  | JPC | S   | C  | B' | Vita media (s)                      | Comunemente decade in (>5% di decadimento)                |
| --------------------- | ------------------------ | ---------------------------- | --------------------------------------------------------------------------------------- | ----------------------- | --- | --- | --- | -- | -- | ----------------------------------- | --------------------------------------------------------- |
| Pione                 | π+                       | π-                           | ud                                                                                      | 139,57018 ± 0,00035     | 1−  | 0−  | 0   | 0  | 0  | 2,6033 ± 0,0005×10−8                | μ+ + νμ                                                   |
| Pione                 | π⁰                       | Lo stesso                    | {\displaystyle \mathrm {\tfrac {u{\bar {u}}-d{\bar {d}}}{\sqrt {2}}} } [a]              | 134,9766 ± 0,0006       | 1−  | 0−+ | 0   | 0  | 0  | 8,4 ± 0,6×10−17                     | γ + γ                                                     |
| Mesone eta            | η                        | Lo stesso                    | {\displaystyle \mathrm {\tfrac {u{\bar {u}}+d{\bar {d}}-2s{\bar {s}}}{\sqrt {6}}} } [a] | 547,853 ± 0,024         | 0+  | 0−+ | 0   | 0  | 0  | 5,0 ± 0,3×10−19 [b]                 | γ + γ o π⁰ + π⁰ + π⁰ o π+ + π⁰ + π⁻                       |
| Mesone eta primo      | η′ (958)                 | Lo stesso                    | {\displaystyle \mathrm {\tfrac {u{\bar {u}}+d{\bar {d}}+s{\bar {s}}}{\sqrt {3}}} } [a]  | 957,66 ± 0,24           | 0+  | 0−+ | 0   | 0  | 0  | 3,2 ± 0,2×10−21 [b]                 | π+ + π⁻ + η o (ρ⁰ + γ) / (π+ + π⁻ + γ) o π⁰ + π⁰ + η      |
| Mesone eta charmed    | ηc(1S)                   | Lo stesso                    | c                                                                                       | 2980,3 ± 1,2            | 0+  | 0−+ | 0   | 0  | 0  | 2,5 ± 0,3×10−23 [b]                 | Vedi modi di decadimento di ηc (PDF).                     |
| Mesone eta bottom     | ηb(1S)                   | Lo stesso                    | b                                                                                       | 9300 ± 40               | 0+  | 0−+ | 0   | 0  | 0  | Sconosciuta                         | Vedi modi di decadimento di ηb (PDF).                     |
| Kaone                 | K+                       | K⁻                           | us                                                                                      | 493,677 ± 0,016         | 1/2 | 0−  | 1   | 0  | 0  | 1,2380 ± 0,0021×10−8                | μ+ + νμ o π+ + π⁰ o π⁰ + e+ + νe o π+ + π⁰                |
| Kaone                 | K⁰                       | K⁰                           | ds                                                                                      | 497, 614 ± 0,024        | 1/2 | 0−  | 1   | 0  | 0  | [c]                                 | [c]                                                       |
| Kaone breve           | K⁰S                      | Lo stesso                    | {\displaystyle \mathrm {\tfrac {d{\bar {s}}-s{\bar {d}}}{\sqrt {2}}} } [e]              | 497,614 ± 0,024 [d]     | 1/2 | 0−  | (*) | 0  | 0  | 8,953 ± 0,005×10−11                 | π+ + π⁻ o π⁰ + π⁰                                         |
| Kaone lungo           | K⁰L                      | Lo stesso                    | {\displaystyle \mathrm {\tfrac {d{\bar {s}}+s{\bar {d}}}{\sqrt {2}}} } [e]              | 497,614 ± 0,024 [d]     | 1/2 | 0−  | (*) | 0  | 0  | 5,116 ± 0,020×10−8                  | π± + e∓ + νe o π± + μ∓ + νμ o π⁰ + π⁰ + π⁰ o π+ + π⁰ + π⁻ |
| Mesone D              | D+                       | D⁻                           | cd                                                                                      | 1869,62 ± 0,20          | 1/2 | 0−  | 0   | +1 | 0  | 1,040 ± 0,007×10−12                 | Vedi modi di decadimento di D+ (PDF).                     |
| Mesone D              | D⁰                       | D⁰                           | cu                                                                                      | 1864,84 ± 0,17          | 1/2 | 0−  | 0   | +1 | 0  | 4,101 ± 0,015×10−13                 | Vedi modi di decadimento di D⁰ (PDF).                     |
| Mesone D strange      | D+s                      | D⁻s                          | cs                                                                                      | 1968,49 ± 0,34          | 0   | 0−  | +1  | +1 | 0  | 5,00 ± 0,07×10−13                   | Vedi modi di decadimento di D+s (PDF).                    |
| Mesone B              | B+                       | B⁻                           | ub                                                                                      | 5279,15 ± 0,31          | 1/2 | 0−  | 0   | 0  | +1 | 1,638 ± 0,011×10−12                 | Vedi modi di decadimento di B+ (PDF).                     |
| Mesone B              | B⁰                       | B⁰                           | db                                                                                      | 5279,53 ± 33            | 1/2 | 0−  | 0   | 0  | +1 | 1,530 ± 0,009×10−12                 | Vedi modi di decadimento di B⁰ (PDF).                     |
| Mesone B strange      | B⁰s                      | B⁰s                          | sb                                                                                      | 5366,3 ± 0,6            | 0   | 0−  | −1  | 0  | +1 | 1,470+0,026×10−12 1,470−0,027×10−12 | Vedi modi di decadimento di B⁰s (PDF).                    |
| Mesone B charmed      | B+c                      | B⁻c                          | cb                                                                                      | 6276 ± 4                | 0   | 0−  | 0   | +1 | +1 | 4,6 ± 0,7×10−13                     | Vedi modi di decadimento di B+c (PDF).                    |

[a] Costituzione (makeup) inesatta a causa della masse "diverse da zero" dei quark.
[b] Il PDG riporta la larghezza di risonanza (Γ). Qui invece viene data la conversione di τ = ħ/Γ.
[c] Autostato (eigenstate) forte. Nessuna durata di vita definita
[d] La massa di K⁰L e di K⁰S sono date come quella di K⁰. Tuttavia, si sa che esiste una differenza tra le masse di K⁰L e K⁰S dell'ordine di 2,2×10−11 MeV/c2.
[e] Autostato debole. La composizione viene a mancare del piccolo termine della violazione del CP.

### Mesoni vettori
| Nome della particella | Simbolo della particella | Simbolo della antiparticella | Quark contenuti                                                        | Massa a riposo (MeV/c2) | IG  | JPC | S  | C  | B' | Vita media (s)          | Comunemente decade in (>5% di decadimenti)     |
| --------------------- | ------------------------ | ---------------------------- | ---------------------------------------------------------------------- | ----------------------- | --- | --- | -- | -- | -- | ----------------------- | ---------------------------------------------- |
| Mesone rho charged    | ρ+(770)                  | ρ⁻(770)                      | ud                                                                     | 775,4 ± 0,4             | 1+  | 1−  | 0  | 0  | 0  | ~4,5×10−24 [f][g]       | π+ + π⁰                                        |
| Mesone rho neutro     | ρ⁰(770)                  | Lo stesso                    | {\displaystyle \mathrm {\tfrac {u{\bar {u}}-d{\bar {d}}}{\sqrt {2}}} } | 775,49 ± 0,34           | 1+  | 1−− | 0  | 0  | 0  | ~4,5×10−24 [f][g]       | π+ + π⁻                                        |
| Mesone omega          | ω(782)                   | Lo stesso                    | {\displaystyle \mathrm {\tfrac {u{\bar {u}}+d{\bar {d}}}{\sqrt {2}}} } | 782,65 ± 0,12           | 0−  | 1−− | 0  | 0  | 0  | 7,75 ± 0,07×10−23 [f]   | π+ + π⁰ + π⁻ o π⁰ + γ                          |
| Mesone phi            | φ(1020)                  | Lo stesso                    | s                                                                      | 1019,445 ± 0,020        | 0−  | 1−− | 0  | 0  | 0  | 1,55 ± 0,01×10−22 [f]   | K+ + K⁻ o K⁰S + K⁰L o (ρ + π) / (π+ + π⁰ + π⁻) |
| J/Psi                 | J/ψ                      | Lo stesso                    | c                                                                      | 3096,916 ± 0,011        | 0−  | 1−− | 0  | 0  | 0  | 7,1 ± 0,2×10−21 [f]     | Vedi modi di decadimento di J/psi(1S) (PDF).   |
| Mesone upsilon        | ϒ(1S)                    | Lo stesso                    | b                                                                      | 9460,30 ± 0,26          | 0−  | 1−− | 0  | 0  | 0  | 1,22 ± 0,03×10−20 [f]   | Vedi modi di decadimento di ϒ(1S) (PDF).       |
| Kaone                 | K∗+                      | K∗⁻                          | us                                                                     | 891,66 ± 0,026          | 1/2 | 1−  | 1  | 0  | 0  | ~7,35×10−20 [f][g]      | Vedi modi di decadimento di K∗(892) (PDF).     |
| Kaone                 | K∗0                      | K∗0                          | ds                                                                     | 896,00 ± 0,025          | 1/2 | 1−  | 1  | 0  | 0  | 7,346 ± 0,002×10−20 [f] | Vedi modi di decadimento di K∗0(892) (PDF).    |
| Mesone D              | D∗+(2010)                | D∗⁻(2010)                    | cd                                                                     | 2010,27 ± 0,17          | 1/2 | 1−  | 0  | +1 | 0  | 6,9 ± 1,9×10−21 [f]     | D⁰ + π+ o D+ + π⁰                              |
| Mesone D              | D∗0(2007)                | D∗0(2007)                    | cu                                                                     | 2006,97 ± 0,19          | 1/2 | 1−  | 0  | +1 | 0  | >3,1×10−22 [f]          | D⁰ + π⁰ o D⁰ + γ                               |
| Mesone D strange      | D∗+s                     | D∗⁻s                         | cs                                                                     | 2112,3 ± 0,5            | 0   | 1−  | +1 | +1 | 0  | >3,4×10−22 [f]          | D∗+ + γ o D∗+ + π⁰                             |
| Mesone B              | B∗+                      | B∗⁻                          | ub                                                                     | 5325,1 ± 0,5            | 1/2 | 1−  | 0  | 0  | +1 | Sconosciuta             | B+ + γ                                         |
| Mesone B              | B∗0                      | B∗0                          | db                                                                     | 5325,1 ± 0,5            | 1/2 | 1−  | 0  | 0  | +1 | sconosciuta             | B⁰ + γ                                         |
| Mesone B strange      | B∗0s                     | B∗0s                         | sb                                                                     | 5412,8 ± 1,3            | 0   | 1−  | −1 | 0  | +1 | Sconosciuta             | B⁰s + γ                                        |
| Mesone B charmed †    | B∗+c                     | B∗⁻c                         | cb                                                                     | Sconosciuta             | 0   | 1−  | 0  | +1 | +1 | Sconosciuta             | Sconosciuti                                    |

[f] Il PDG riporta la larghezza di risonanza (Γ). Qui invece viene data la conversione di τ = ħ/Γ.
[g] L'esatto valore dipende dal metodo usato. Vedi la sezione dei riferimenti per ulteriori dettagli.